# Trechisibus amplipennis
Trechisibus amplipennis is een keversoort uit de familie van de loopkevers (Carabidae). De wetenschappelijke naam van de soort is voor het eerst geldig gepubliceerd in 1996 door M.Etonti & Mateu.